# Tana Sripandorn
Tana Sripandorn (Thai: ธนา ศรีพันดร; * 15. August 1986 in Udon Thani) ist ein thailändischer Fußballspieler.

## Karriere
Seinen ersten Vertrag unterschrieb Tana Sripandorn 2009 in Bangkok bei TTM Phichit FC. Der Verein spielte in der ersten Liga des Landes, der Thai Premier League. 2011 wechselte er nach Samut Songkhram zum Ligakonkurrenten Samut Songkhram FC, wo er bis 2012 24 Mal auf dem Platz stand. 2013 ging er wieder nach Bangkok und schloss sich dem damaligen Zweitligisten Bangkok FC an. 2015 spielte er wieder in der ersten Liga bei Osotspa Samut Prakan FC. Nach nur zwei Spielen unterschrieb er 2016 einen Vertrag bei Air Force United, einem Verein aus Bangkok der in der zweiten Liga spielte. 2017 belegte der Verein den 2. Platz der Thai League 2 und stieg damit in die erste Liga, der Thai League, auf. 2019 wechselte er wieder in die zweite Liga und schloss sich Samut Sakhon FC an. Nach der Hinserie verließ er den Verein und ging in die dritte Liga, der Thai League 3, wo er seit Juli beim Lamphun Warriors FC spielt. Mit Lamphun spielte in der Upper Region der dritten Liga. Nach dem zweiten Spieltag 2020 wurde die dritte Liga wegen der COVID-19-Pandemie unterbrochen. Nach Wiederaufnahme des Spielbetriebes im Oktober wurde die Thai League 4 und die Thai League 3 zusammengelegt. Die Warriors wurden der Northern Region zugeteilt. In der Northern Region wurde man Meister. In den Aufstiegsspielen zur zweiten Liga wurde man Erster und stieg somit in die zweite Liga auf. Am Ende der Saison 2021/22 feierte er mit dem Verein aus Lamphun die Meisterschaft der zweiten Liga und den Aufstieg in die erste Liga. Nach dem Aufstieg verließ er Lamphun und schloss sich dem Drittligisten Phitsanulok FC an. Mit dem Verein aus Phitsanulok spielte er in der Northern Region der Liga. Am Ende der Saison 2022/23 wurde er mit dem Verein Meister der Region. In den Aufstiegsspielen zur zweiten Liga konnte man sich jedoch nicht durchsetzen.

## Erfolge
Lamphun Warriors FC
- Thailändischer Zweitligameister: 2021/22  ▲
- Thai League 3 – North: 2020/21
- Thai League 3 – National Championship: 2020/21  ▲

Phitsanulok FC
- Thai League 3 – North: 2022/23